# Max Havelaar
Max Havelaar é um filme de drama neerlandês de 1973 dirigido e escrito por Fons Rademakers e Gerard Soeteman. Foi selecionado como representante dos Países Baixos à edição do Oscar 1974, organizada pela Academia de Artes e Ciências Cinematográficas.

## Elenco
- Peter Faber - Max Havelaar
- Sacha Bulthuis - Tine
- Adendu Soesilaningrat - Regente
- Maruli Sitompul - Demang
- Krijn ter Braak - Verbrugge
- Carl van der Plas - Residente
- Rima Melati - Mevrouw Slotering
- Rutger Hauer - Duclari
- Joop Admiraal - Slotering